# Gabriel Monteiro
Gabriel Monteiro – miasto i gmina w Brazylii, w stanie São Paulo. Znajduje się w mezoregionie Araçatuba i mikroregionie Birigui.